# Nina May
Nina May (* 1965 in Linz) ist eine deutsche Autorin und Journalistin. Seit 2020 ist sie Chefredakteurin der Allgemeinen Deutschen Zeitung für Rumänien.

## Karriere
May wuchs in Bayern auf und studierte Physik an der Ludwig-Maximilians-Universität München. Sie arbeitete zunächst beim Auswärtigen Amt, bevor sie 2008 nach Rumänien zog. Nach ihrer Übersiedlung begann May, als Journalistin zu arbeiten. Seit 2011 schreibt sie für die Allgemeine Deutsche Zeitung für Rumänien (ADZ) und ist seit 2021 Chefredakteurin der Zeitung. In dieser Funktion leitet sie eine Redaktion mit Standorten in Bukarest, Timișoara, Brașov und Hermannstadt sowie Korrespondenten in Satu Mare. Ihre journalistische Arbeit konzentriert sich auf das Leben in Rumänien, die kulturellen Aspekte des Landes und insbesondere auf die Themen der deutschen Minderheit. Nina May hat eine Sammlung von Glossen veröffentlicht. May lebt mit ihrem Ehemann im Dorf Periș im Kreis Ilfov.

## Veröffentlichungen
- mit Traian Pop: Das gibt’s doch gar nicht! Die Walachei ist nicht im Nirgendwo, sondern mitten unter uns. Glossen, erste Staffel, Ludwigsburg 2024.
- Glossen, Ludwigsburg 2024.
- Wie sich Wünsche erfüllen, Holzwickede 2017.
- Komm mit durch Rumänien die schönsten Reisen durch das facettenreiche Land. Gesammelte Reisereportagen der ADZ, Bukarest 2013.